# Cratere Vlacq
Vlacq è un cratere lunare di 89,21 km situato nella parte sud-orientale della faccia visibile della Luna.